# Бодман (род)
Бодман (на немски: Bodman, Bodmann) е благороднически род от Швабия и маркграфство Баден, графове на Бодман.
Господарите фон Бодман са стар род в Хегау и Алгой на Боденско езеро. Те резидирали първо до 1160/1170 г. в замък Бодман, след това в замък Хоенбодман, който днес е част на община Овинген в област Боденско езеро. Клонове на фамилията съществуват и днес.
Родът е споменат за първи път в документ през 1152 г. с Еберхардус де Бодемен. Фамилията е роднина с изчезналия графски род Хайлигенберг. През 1217 г. е известен Конрадус де Бодемин. Господарите фон Бодман са министериали на Хоенщауфените и на епископа на Констанц.
Ханс фон Бодман, рицар на ордена на Свещения гроб на Йерусалим, получава през 1360 г. от император Карл IV герба черния козел на Майр фон Виндек. От 1488 г. господарите фон Бодман са членове на рицарското общество Св. Йоргеншилд.
Фамилията се разделя през 15 век на няколко линии. От края на 16 век до 1760 г. резиденция на рода e дворец Еспазинген, построен през 1757 г.
Цялата собственост на рода попада през 1806 г. към Кралство Вюртемберг и 1810 г. на Велико херцогство Баден. Днес резиденцията на фамилията е дворец Бодман на Боденското езеро. Шеф на Дома е Вилдерих граф фон и цу Бодман.

## Известни с това име
- Емануел фон Бодман (* 1874, † 1946), немски писател
- Хайнрих фон и цу Бодман (* 1851, † 1929), баденски юрист и политик
- Франц фон и цу Бодман (* 1835, † 1906), основател и член на германския Райхстаг
- Йоханес Волфганг фон Бодман (* 1651, † 1691), немски епископ в Констанц (1686 – 1691)
- Руперт фон Бодман (* 1646, † 1728), княз-абт на манастир Кемптен (1678 – 1728)

### Исторически гербове
- (ок. 1340)
- Герб на дворец Еспазинген, вляво герба на господарите фон Бодман

### Гербове на общините
- Герб на Бодман
- Аленсбах – Фройдентал
- Герб на Аленсбах – Лангенрайн
- Герб на Радолфцел на Боденското езеро – Щаринген
- Герб на Щоках – Еспазинген
- Герб на Щоках – Валвиз